# Carl Cort
Carl Edward Richard Cort (Southwark, 1º novembre 1977) è un ex calciatore inglese naturalizzato guyanese, di ruolo attaccante. Anche suo fratello Leon è stato un calciatore professionista, così come lo è tuttora il fratellastro Ruben Loftus-Cheek, centrocampista del Milan.

## Carriera

### Club
Gioca dal 1996 al 2000 al Wimbledon (salvo una piccola parentesi nel 1997 al Lincoln City). Nel 2000 si trasferisce al Newcastle United. Nel 2004 passa al Wolverhampton Wanderers. Dopo due stagioni e mezzo si trasferisce al Leicester City. Nel 2008, dopo una breve parentesi con gli spagnoli del Marbella, torna in Inghilterra, al Norwich City. Nel 2009 si trasferisce al Brentford. Nel 2011, dopo due stagioni, rimane svincolato. Nel 2012 si trasferisce al Tampa Bay Rowdies. Nel 2014 si ritira.

### Nazionale
Dopo aver giocato, dal 1998 al 2001 nell'Inghilterra Under-21, l'11 novembre 2011 debutta con la nazionale guyanese, nella gara interna contro Trinidad e Tobago, valevole per le qualificazioni ai mondiali 2014.

## Palmarès

### Club

#### Competizioni nazionali
- Campionato NASL II: 1

Tampa Bay Rowdies: 2012